# Leche evaporada

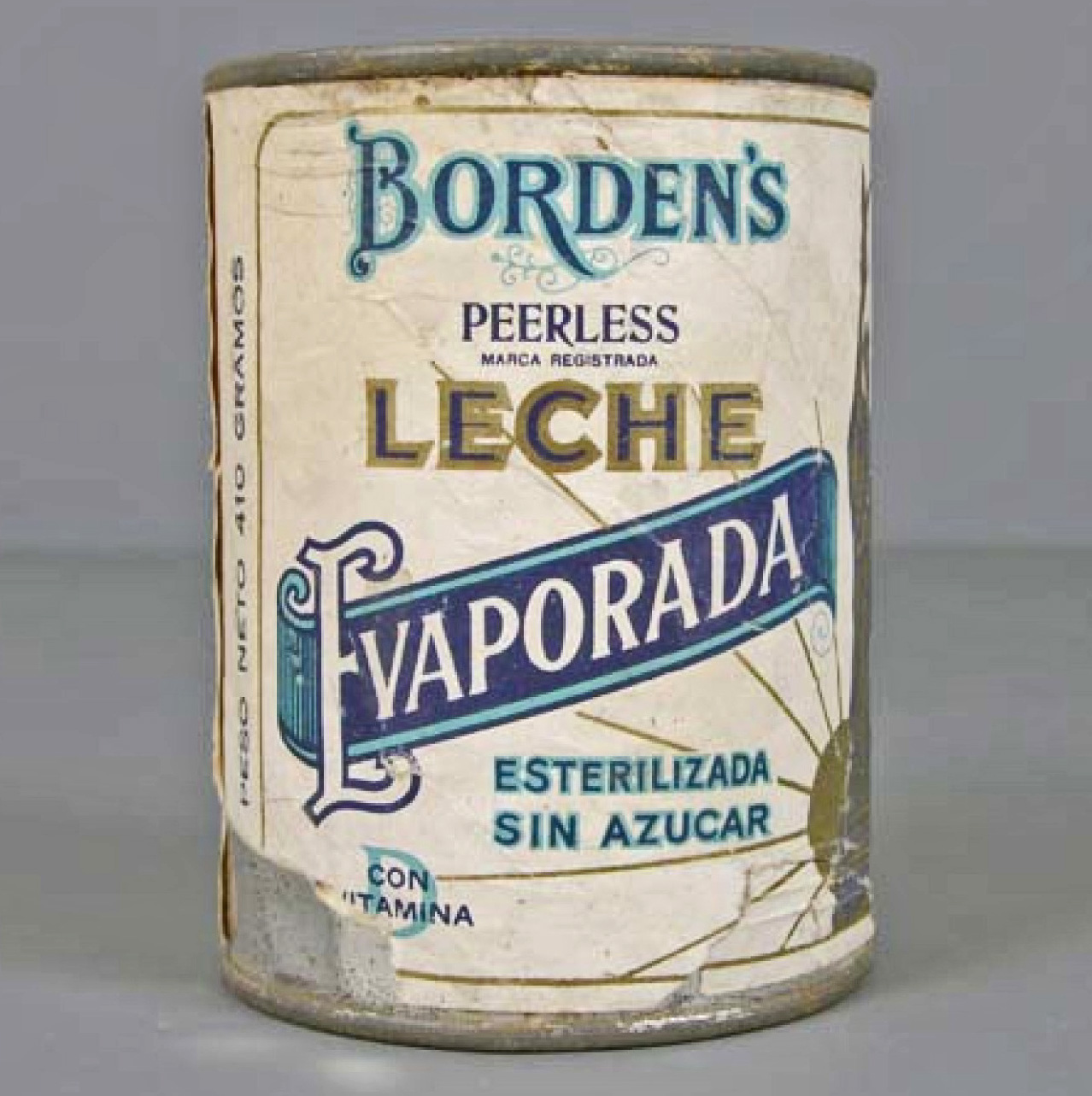
Envase de leche evaporada "Borden's" de la segunda mitad del siglo XX. De la colección del Museo del Objeto.

La leche evaporada es un concentrado de leche que soporta grandes periodos de almacenamiento debido a la evaporación de un 60% del agua existente en la leche cruda o leche bronca. Su nombre real es el de leche parcialmente evaporada o semi-evaporada ya que se le ha quitado el agua parcialmente (no en su totalidad, como la leche en polvo). Su versión azucarada, la leche condensada, con la que suele ser confundida por sus grandes similitudes, soporta aún más tiempo en conserva, por lo que la desplazó del mercado casi por completo.

## Historia
La leche evaporada así como otros alimentos en conserva o enlatados se originaron a partir de los experimentos realizados por el científico francés Nicolás Appert, aunque fue el mismo Marco Polo el que pudo observar cómo en Mongolia se ponía leche al sol para que sufriera un proceso de evaporación y de esta manera aumentar su periodo de conservación. Ekenberg y Merrill fueron los primeros en patentar el proceso de spray en los Estados Unidos. El 14 de junio de 1885 se creó la primera empresa dedicada a la producción de leche evaporada, Highland Evaporated Cream.
Antes de la época de los refrigeradores domésticos, la leche evaporada era muy popular ya que era un sustituto de la leche que podía soportar grandes periodos de almacenamiento y para cuyo consumo bastaba tan solo añadir agua. Así, en las décadas de 1920 y 1930 la leche evaporada se comercializó ampliamente con bajos precios. Algunos estudios de esa época sugerían que la leche evaporada era tan buena como la leche materna, aunque esta creencia ya no es avalada por la Organización Mundial de la Salud, que alienta el uso de la leche materna.

## Uso actual
En la actualidad este producto se emplea en la repostería casera. El periodo de almacenamiento de la leche evaporada puede ir desde semanas hasta meses, dependiendo de los procesos, su contenido añadido y la proporción de grasa, por tanto, de la marca del producto. La leche evaporada se asemeja a la leche condensada, pero a esta última se le añade una alta cantidad de azúcar.  
Un aspecto interesante que la está haciendo atractiva en la cocina actual es que puede ser un buen sustituto de la nata en la cocina. Mientras que la nata posee muchas grasas saturadas y pocas vitaminas y minerales, la leche evaporada apenas tiene un 10% de grasa y es fuente de proteínas, vitaminas A y B y minerales como el calcio, potasio, magnesio y fósforo.
Dado su sabor neutro (ya que no contiene azúcar a diferencia de la leche condensada)  es posible emplearla en platos tanto dulces como salados. En este último caso es muy común emplearla para usos gastronómicos en Perú